# Eupromerella propinqua
Eupromerella propinqua là một loài bọ cánh cứng trong họ Cerambycidae.